# Campoletis nigriscaposa
Campoletis nigriscaposa là một loài tò vò trong họ Ichneumonidae.